# بشی (خواننده)
بَـشی (انگلیسی: Bashy؛ زادهٔ ۴ فوریهٔ ۱۹۸۵) با نام اصلی اَشلی توماس، موسیقی‌دان، خواننده و بازیگر اهل بریتانیا است. وی بین سال‌های ۲۰۰۳ تا ۲۰۱۳ میلادی فعالیت می‌کرد.
از فیلم‌ها یا برنامه‌های تلویزیونی که وی در آن نقش داشته‌است، می‌توان به آن شب و پوست اشاره کرد.